# Љуштилица за воће и поврће
Љуштилица за поврће је кухињски алат, посебна врста кухињског ножа, који се састоји од металног сечива са прорезом са оштром ивицом причвршћеног за дршку, која се користи за уклањање спољашњег слоја („коже“ или „коре“) неког поврћа као што је кромпир, стабљике броколија и шаргарепе и воћа као што су јабуке и крушке. Сечиво за љуштење има прорез са једном страном наоштреном; друга страна отвора спречава да сечиво сече превише масе поврћа.

## Преглед
Данас се користе бројни дизајни љуштилица. Већина ручних љуштилица је равна или Y-типа, док се одређени дизајни разликују у зависности од региона и личних преференција.

## Равне љуштилице
Равна љуштилица има сечиво паралелно са дршком, налик ножу. Сечиво може бити фиксно или окретно. Дизајн Lancashire и француски Econome садржи фиксно сечиво које се не окреће. Lancashire често има округлу дрвену ручку умотану у канап и често је једноивично, иако постоје варијанте са двоструком ивицом, које је 1928. године изумео Виктор Поузет, а подразумева јединствен дизајн сечива са два прореза. 
- Различити типови љуштилица
- Француска Еconome равна љуштилица
- Равна љуштилица са фиксним сечивом, позната у Азији
- Љуштилица са фиксним сечивом, уобичајена у Кини
- Sparschaeler Rex Star

### Окретне љуштилице
Окретне љуштилице имају сечиво постављено на осовину; угао сечива се самоподешава како се примењује притисак, олакшавајући употребу.
Jonas љуштилица, дизајнирана у Шведској 1953. године, је правог дизајна са окретним сечивом причвршћеним за крај дугуљасте металне ручке, која се држи као нож. Дршка пролази кроз дужину дршке. Сечиво има две ивице које омогућавају употребу у било ком смеру и било којом руком. Иако се често копира, оригинал и даље прави Linden - Шведска. Већ дуги низ деценија, то је стандардни тип љуштења у Сједињеним Државама. 

## Y љуштилица
Y љуштилица или брза љуштилица има сечиво окомито на дршку, дизајн који веома личи на сигурносни бријач. Користи се на сличан начин као и бријач, бријући кожу на траке паралелне са дршком. Већина брзих љуштилица има изрезивач поред сечива, металну петљу која се користи за ископавање "очију" и флека са кромпира.
Посебно познат пример ове сорте је љуштилица Zena Rex, који је 1947. изумео Алфред Невецерзал из Давоса, Швајцарска. Сматран иконом швајцарског дизајна, представљен је на швајцарској поштанској марки из 2004.  Има једноделну алуминијумску ручку и окретно сечиво од угљеничног челика са двоструким ивицама. Варијанта са дршком од нерђајућег челика, био је модел који је популаризовао легендарни улични трговац из Њујорка Џо Ејдс.

## Друге врсте
Већина "Y" и правих окретних љуштилица има право сечиво. Неке имају закривљено сечиво које је ближе контури кромпира или другог поврћа који се љушти; примењује се шири захват, захтевајући мање потеза да се заврши љуштење.
Механичка машина за гуљење јабука је уређај са ручним погоном који љушти јабуке и опционо језгро и реже их једним покретом. Када је секач укључен, нормалну јабуку сече у спирални облик. Дизајниран је да ради на јабукама, али ће такође огулити и низ другог воћа и поврћа као што су крушке, цвекла, кромпир, краставци и шаргарепа.

## Индустријске љуштилице
У индустријском погону, кромпир се може огулити помоћу парних млазница да би се олабавила површинска кора, након чега следи сува абразија. Процес такође може укључивати третман лугом за омекшавање спољашње коже. Једна врста механичког љуштача, Magnascrubber, преврће кромпир на ваљцима са гуменим шиљцима, чиме се уклања кожица. Сличне јединице за превртање са дисковима различитих величина користе се за брескве, парадајз, цвеклу и шаргарепу. 